# Chiusura integrale
In algebra, il concetto di chiusura integrale è una generalizzazione dell'insieme degli interi algebrici.

## Definizione
Sia S un dominio d'integrità ed R un sottoanello di S. Un elemento s di S è intero su R se s è radice di un polinomio monico (cioè un polinomio avente coefficiente del termine di grado più alto uguale a 1) a coefficienti in R.
L'insieme degli elementi di S che sono interi su R è un sottoanello di S contenente R, ed è chiamato la chiusura integrale di R in S. Se la chiusura integrale di R in S è R stesso, allora R è detto integralmente chiuso in S. La terminologia usata è motivata dai fatti seguenti, tipici delle "chiusure" in matematica: 
- la chiusura di R è sempre integralmente chiusa;
- la chiusura di R è il più piccolo anello integralmente chiuso che contiene R.

Le definizioni date ovviamente non dipendono solo da R, ma anche dall'anello S che lo contiene.
Se tutti gli elementi di S sono interi su R, l'estensione {\displaystyle R\subseteq S} è detta intera.

## Esempi
- Gli interi Z sono integralmente chiusi nel campo dei numeri razionali Q: infatti nessun numero razionale non intero è radice di un polinomio monico.
- Gli interi Z non sono integralmente chiusi nel campo dei numeri reali R o complessi C. La chiusura di Z in C è l'anello degli interi algebrici.
- I numeri algebrici sono algebricamente chiusi in C e quindi sono a maggior ragione integralmente chiusi.

## Campo quoziente
Se S è il campo quoziente di R, la chiusura di R in S è chiamata semplicemente chiusura algebrica di R (senza menzionare S), e se R è integralmente chiuso in S allora R è integralmente chiuso.
Per quanto visto sopra, gli interi sono integralmente chiusi (il campo quoziente di Z è Q). Molte classi di anelli sono integralmente chiusi: tra questi vi sono i domini a fattorizzazione unica e gli anelli di valutazione.
Essere integralmente chiuso è una proprietà locale, nel senso che un dominio d'integrità è integralmente chiuso se e solo se lo sono tutte le localizzazioni AP, dove P è un ideale primo di A.